# إريك أوتينو
إريك أوتينو (بالإنجليزية: Erick Ouma Otieno) هو لاعب كرة قدم كيني في مركز ظهير ‏، ولد في 27 سبتمبر 1996 في نيروبي في كينيا. شارك مع منتخب كينيا لكرة القدم. أما مع النوادي، فقد لعب مع أيك سولنا ونادي غور مايا.

## وصلات خارجية
- إريك أوتينو على موقع اتحاد السويد (السويدية)
- إريك أوتينو على موقع قاعدة بيانات كرة القدم.إي يو (الإنجليزية)
- إريك أوتينو على موقع ناشيونال فوتبول تيمز (الإنجليزية)
- إريك أوتينو على موقع Soccerway.com (الإنجليزية)
- إريك أوتينو على موقع عالم كرة القدم.نت (الإنجليزية)